# Vincent Lafko
Vincent Lafko   (Hranovnica, 7 de juny de 1945 - Prešov, 15 de desembre de 2012) fou un jugador d'handbol txecoslovac que va competir durant les dècades de 1960 i 1970.
El 1972 va prendre part en els Jocs Olímpics de Múnic, on guanyà la medalla de plata en la competició d'handbol. En el seu palmarès també destaca la lliga txecoslovaca de 1971 i tres copes txecoslovaques.
Després de retirar-se passà a exercir d'entrenador, entre d'altres de la selecció eslovaca d'handbol.